# Begraafplaats van Bellegem
De Begraafplaats van Bellegem is een gemeentelijke begraafplaats in het Belgische dorp Bellegem, een deelgemeente van Kortrijk. De begraafplaats ligt aan de Kwabrugstraat, op 450 m ten zuiden van het dorpscentrum (Sint-Amanduskerk). De begraafplaats heeft een min of meer trapeziumvormig grondplan en wordt verdeeld in acht vakken gescheiden door paden. Aan het einde van een pad staat een kapel met crucifix. De begraafplaats wordt aan de straatzijde begrensd door een bakstenen muur en aan de andere zijden door een haag. Er zijn twee open toegangen. 

## Britse oorlogsgraven
Dicht bij de zuidoostelijke hoek van de begraafplaats liggen 2 Britse gesneuvelden uit de Tweede Wereldoorlog. Een graf is van een niet geïdentificeerde korporaal en het andere is van Cornelius Newton, schutter bij de Royal Northumberland Fusiliers. Zij sneuvelden in mei 1940. Hun graven worden onderhouden door de Commonwealth War Graves Commission en zijn daar geregistreerd onder Bellegem Communal Cemetery.